# Parafia św. Mikołaja w Lesznie

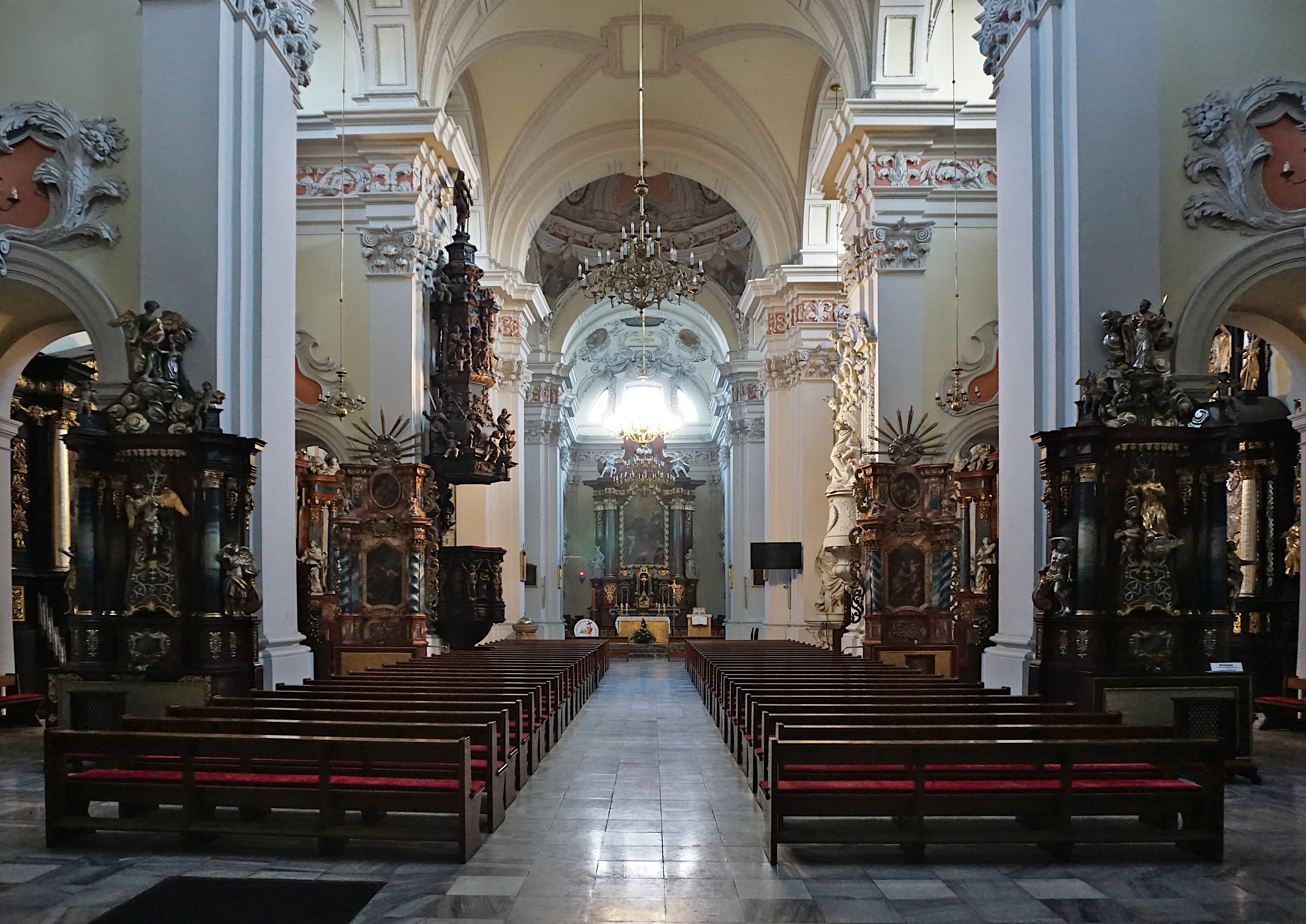
Wnętrze bazyliki

Parafia Świętego Mikołaja w Lesznie – parafia rzymskokatolicka należąca do dekanatu leszczyńskiego archidiecezji poznańskiej. Została utworzona w XIV wieku.Siedziba parafii oraz kościół parafialny znajdują się przy ulicy Kościelnej w pobliżu rynku. W zarządzie parafii jest również tzw. cmentarz parafialny przy ul. Kąkolewskiej w Lesznie.

## Zasięg parafii
Do parafii należą wierni z Leszna mieszkający przy ulicach: Aptekarskiej, Berwińskich, Bocznej, Brackiej, Cichej, Daszyńskiego, Dolnej, ks. Frankiewicza, Grodzkiej, Karasia, Karwowskich, Korczaka, Korfantego, Kościelnej, Pl. Kościuszki, Kurpińskiego, Leszczyńskich, Łaziebnej, Magazynowej, Małej Kościańskiej, Małej Kościelnej, Marcinkowskiego (nr. 1-14), Narutowicza, Opalińskich, Paderewskiego, Podmiejskiej, Poniatowskiego, Pl. Powstańców, Raczyńskiego, Rataja, Rynek, Słowiańskiej (nr. parzyste 4-24, nr. nieparzyste 1-29), Szkolnej, Średniej, Śniadeckich, Świętojańskiej, Świętokrzyskiej (bez nr. 2a i 2d), Tylnej, Wałowej, Wiatracznej, Więziennej, Wilkońskiego, Wolności, Wróblewskiego, Zacisze, Zakątek i Zielonej.